# Dalmácio, o Censor
Flávio Dalmácio (em latim: Flavius Dalmatius; m. maio de 337), também chamado Dalmácio, o Censor, foi um oficial romano do século III, ativo no reinado do imperador Constantino (r. 306–337).

## Vida
Dalmácio era filho de Constâncio Cloro e Flávia Maximiana Teodora e o mais velho meio-irmão de Constantino; os outros irmãos eram Júlio Constâncio e Hanibaliano. Casou-se com uma mulher incerta e com ela teve 2 filhos, Dalmácio que torna-se césar e Hanibaliano que torna-se rei e desposou a filha mais velha de Constantino, Constantina. Viveu algum tempo em Tolosa, na Gália, onde talvez seus filhos nasceram. Em 321, foi destinatário da lei XII.17.1 preservada no Código de Teodósio (uma lei sobre isenções do tributo pessoal).
Em 333, foi feito censor e cônsul anterior com Domício Zenófilo. Em Antioquia, quando talvez era comandante no Oriente, investigou acusação de assassinato contra Atanásio de Alexandria. Em 333/334, derrotou a revolta do usurpador Calócero no Chipre, tendo executado-o em Tarso, na Cilícia Em 335, utilizando de seu exército, salvou Atanásio de seus inimigos no Concílio de Tiro. Em 337, ele ou seu filho recebeu a lei V.17.7 do Código de Justiniano (sobre recasamento de mulheres de soldados). Foi assassinado em maio nos expurgos imperiais ocorridos em Constantinopla.